# D’Artagnans Tochter
D’Artagnans Tochter (La Fille de d’Artagnan) ist eine französische Abenteuerkomödie aus dem Jahr 1994. Regie führte Bertrand Tavernier, der gemeinsam mit Jean Cosmos und Michel Léviant das Drehbuch schrieb.

## Handlung
Die Handlung spielt in Frankreich im Jahr 1654. Eloïse d’Artagnan, eine uneheliche Tochter des Hauptmanns der Musketiere D’Artagnan, lebt in einem provenzalischen Nonnenkloster. Die Klostervorsteherin hilft einem vor dem Herzog von Crassac geflohenen Sklaven, der von Crassacs Schergen verfolgt wird und schwer verletzt im Kloster Unterschlupf findet. Crassacs Leute stürmen das Kloster, stellen den Flüchtling, schlagen ihn bewusstlos und nehmen ihn mit. Eloïse findet einen blutverschmierten Zettel mit einer in Versform verschlüsselten Nachricht. Dieser Kassiber wird auch von Crassacs Leuten gesucht. Eloïse erlebt die Ermordung der Äbtissin mit und schwört Rache an den Mördern.
Eloïse vermutet, es sei eine Verschwörung gegen den König im Gange. Sie verlässt das Kloster und reist nach Paris, um ihren Vater zu treffen, der einst mit den Musketieren dem König im Kampf gegen Richelieu beigestanden hat. Unterwegs lernt sie den mittellosen Dichter Quentin kennen, der sie attraktiv findet und fortan begleitet. Eloïse trifft in Paris ein und findet ihren Vater, von dessen ehemaligem Ruhm nichts mehr zu erkennen ist; der Musketier ist alt geworden. D’Artagnan will seine Tochter am liebsten wieder in einem Kloster unterbringen. Eloïse jedoch durchkreuzt seine Pläne unter anderem, indem sie bei einer Audienz des Königs erscheint, um die geheimnisvolle Botschaft mit Kardinal Mazarin zu diskutieren. Der Kardinal ist jedoch nach wie vor intrigant, versucht die Botschaft für seine Belange zu benutzen und Eloïse auszuschalten. Auch der Musketier Athos, den D’Artagnan für tot hält, steht in Wirklichkeit jetzt im Dienst des Kardinals.
D’Artagnan rekrutiert seine alten Gefährten Porthos und Aramis aus ihrem „Ruhestand“, um an der Seite Eloïses gegen die Intrigen Crassacs und des Kardinals für den König zu kämpfen und die Ungnade, in die die alten Musketiere gefallen waren, wieder rückgängig zu machen. Zusammen mit Eloïse reiten die Musketiere zurück zum Kloster, in dem Eloïse erzogen worden ist, um die Bedeutung der verschlüsselten Nachricht herauszufinden. Dort trifft Eloïse auf Eglantine de Rochefort, die „Frau in Rot“, die mit Crassac verbündet ist und bereits in den Papieren der Äbtissin wühlt. Eloïse kämpft mit Eglantine, wird jedoch von Crassacs Männern überwältigt und weggebracht. Auch die Nonnen des Klosters werden verschleppt; sie sollen nach Amerika verschifft und dort verkauft werden. Crassac will Eloïse für sich haben und sie heiraten; dadurch erregt er die Eifersucht seiner Geliebten Eglantine. Alle drei fahren in der Kutsche zu einem anderen Kloster, wo die widerspenstige Eloïse in ein Verlies gesperrt und angekettet wird.
Crassac plant zusammen mit anderen Verschwörern, den König während der bevorstehenden Krönungszeremonie zu vergiften. D’Artagnan, Aramis und Porthos suchen fieberhaft nach Eloïse. Sie dringen in ein Schloss ein, in dem sie D’Artagnans Tochter vermuten, treffen stattdessen dort auf den tot geglaubten Athos, der sich ihnen sofort anschließt. Aus der Ferne beobachten sie, dass die verschleppten Nonnen auf ein Sklavenschiff geführt werden, reiten dorthin und töten den Sklavenhändler sowie die Besatzung des Schiffs im Gefecht.
Eglantine besucht Eloïse in ihrem Verlies. Indem Eloïse Eglantine versichert, sie werde Crassac niemals heiraten, gelingt es ihr, diese auf ihre Seite zu ziehen, und Eglantine befreit sie. Eloïse fordert Crassac zum Duell, muss sich aber zunächst mit seinen Verbündeten auseinandersetzen. D’Artagnan und Porthos kommen hinzu und retten sie vor der Übermacht der Gegner. Endlich stellt sich Crassac dem finalen Gefecht mit Eloïse. Nach langem Kampf gelingt es ihm, sie mit einer Finte zu entwaffnen. Als sie wehrlos am Boden liegt, wird er vom herbeigeeilten D’Artagnan erstochen.
D’Artagnan enthüllt dem König das Komplott, das gegen ihn geschmiedet wurde, und der König rehabilitiert ihn. Nach der Aufdeckung der Verschwörung huldigen dem König auch seine bisherigen Gegner und Eglantine. Der Krönung steht nun nichts mehr im Wege. Eloïse wird ihren Dichter Quentin, der ihr immer loyal zur Seite gestanden hat, heiraten. Die verschlüsselte Botschaft stellt sich als Wäscheliste heraus.

## Hintergründe
Der Film wurde u. a. auf dem Château de Biron in Biron und in Portugal gedreht. Er spielte in den Kinos der USA ca. 312 Tsd. US-Dollar ein.

## Kritiken
Die Redaktion von Kultura, der Beilage zur polnischen Zeitung Dziennik vom 22. Dezember 2006, schrieb, der Film sei ein Teilerfolg und lobte die „bravouröse“ Darstellung von Sophie Marceau.
Prisma bezeichnete den Film als „ironische Hommage an das Mantel-und-Degen-Genre“.

„Eine von leichter Ironie getragene Hommage an das „Mantel-und-Degen“-Genre, die sich ganz auf die schauspielerischen Glanzleistungen ihrer Protagonisten verläßt und geschickt die Balance zwischen Komik und Romantik hält.“

## Auszeichnungen
Claude Rich und Philippe Sarde wurden im Jahr 1995 für den César nominiert.